# 尼古拉·奥赫洛普科夫
尼古拉·帕夫洛维奇·奥赫洛普科夫（俄语：Никола́й Па́влович Охло́пков，1900年5月15日—1967年1月8日），苏联演员、导演。他的导演风格为现实主义，模仿弗谢沃洛德·梅耶荷德。
奥赫洛普科夫出生在西伯利亚的伊尔库茨克。1918年开始演员生涯。
他曾在《列宁在十月》和《列宁在1918》中扮演列宁的卫士“瓦西里”（Василий）这一角色，而为人所知。曾先后六次获得斯大林奖。1948年，获得苏联人民艺术家的称号。